# Leonard Katzman
Leonard Katzman (né le 2 septembre 1927 à New York et mort le 5 septembre 1996 à Malibu) est un réalisateur, producteur de télévision et scénariste américain.
Son nom est associé à plusieurs séries télévisées à succès comme L'Âge de cristal, Les Mystères de l'Ouest et surtout Dallas.

## Biographie

### Vie privée
Leonard Katzman a été marié à LaRue Katzman, avec qui il a eu trois enfants. Sa fille est l'actrice Sherril Lynn Retino (1956-1995). Ses deux fils sont Mitchell Wayne Katzman et Frank Katzman.
Leonard Katzman est le père d'un quatrième enfant, Gary Katzman, eu avec une autre femme. Celui-ci a été adopté et a pris le nom de Klein. Leonard Katzman est donc le grand-père biologique d'Ethan Klein, cofondateur de la chaîne h3h3Productions.

## Filmographie

### Cinéma
- 1965 : Space Probe Taurus

### Télévision
- 1996 : Dallas : Le Retour de J.R. (Dallas: J.R. Returns)
- 1995 : Walker, Texas Ranger (1 épisode)
- 1978-1991 : Dallas (348 épisodes)
- 1977-1978 : L'Âge de cristal (Logan's Run) (14 épisodes)
- 1977 : Le Voyage extraordinaire (The Fantastic Journey) (4 épisodes)
- 1975 : Petrocelli (3 épisodes)
- 1974 : Dirty Sally (en)
- 1970-1975 : Gunsmoke (104 épisodes)
- 1969-1970 : Hawaï police d'État (Hawaii Five-O) (25 épisodes)
- 1965-1969 : Les Mystères de l'Ouest (The Wild Wild West) (95 épisodes)
- 1963 : Route 66 (2 épisodes)